# Lohnstorf
Lohnstorf es una comuna suiza del cantón de Berna, situada en el distrito administrativo de Berna-Mittelland. Limita al norte con Mühlethurnen, al este con Kirchdorf, al sur con Burgistein, y al oeste con Riggisberg.
Hasta el 31 de diciembre de 2009 situada en el distrito de Seftigen.